# Месохорско езеро
Месохорското езеро (на гръцки: Τεχνητή Λίμνη Μεσοχώρας) е първият от каскадата язовири по река Аспропотаму. Язовирът носи името на близкото село Месохора (Вичища).
На язовирната стена са монтирани две френски турбини с мощност от 2 х 81 MW, произведени от хърватската фирма „Кончар“.
Язовирът е бифуркационен в смисъл водите му се оттичат в две реки, като по-малка част от тях са насочени към Тесалия и язовирите Музаки със 135-метрова язовирна стена и язовир Пили с 90-метрова язовирна стена, като и тези два язовира носят имената на близките села Музаки и Пили.
Язовирът не е въведен в експлоатация защото има силни екопротести срещу използването на водите му за напояване на тесалийската равнина, т.е. за спасяване водите на река Ахелой. 